# Ricardo Fitzalan, 3.º Conde de Arundel
Ricardo Fitzalan, 3.º Conde de Arundel e 8.º Conde de Surrey (em inglês: Richard Fitzalan; Sussex, c. 1313 — Castelo de Arundel, 24 de janeiro de 1376) foi um nobre inglês, líder militar medieval e distinto almirante. Arundel foi um dos nobres mais ricos e o mais leal retentor nobre do código de cavalaria que governou o reinado de Eduardo III da Inglaterra.

## Família e infância
Ricardo nasceu aproximadamente em 1306, em Sussex, Inglaterra. Era o filho mais velho de Edmundo Fitzalan, 2.º Conde de Arundel, e sua esposa Alice de Warenne. Seus pais se casaram depois de 30 de dezembro de 1304, depois que seu pai foi inicialmente multado por se recusar a se casar com Alice em 1304; o noivado deles havia sido arranjado pelo avô de Alice, o conde de Surrey, o tutor de seu pai. Arundel mudou de ideia depois que o conde morreu, deixando Alice como herdeira presuntiva e com seu único irmão casado com uma menina de dez anos. Seus avós maternos eram Guilherme de Warenne e Joana de Vere. Guilherme era o único filho de João de Warenne, 6.º Conde de Surrey (ele próprio filho de Maud Marshal por seu segundo casamento), e sua esposa Alice de Lusignan (falecida em 1256), meia-irmã de Henrique III da Inglaterra.

## Carreira civil
Por volta de 1321, o pai de Fitzalan se aliou aos favoritos de Eduardo II, Hugo le Despenser, 1.º Conde de Winchester e seu filho homônimo, e Ricardo casou-se com Isabel le Despenser, filha de Hugo Despenser, o Jovem. A sorte se voltou contra o partido Despenser e, em 17 de novembro de 1326, o pai de Fitzalan foi executado. Ele não sucedeu às propriedades ou títulos de seu pai. No entanto, as condições políticas mudaram em 1330 e, nos anos seguintes, Ricardo foi gradualmente capaz de readquirir o condado de Arundel, bem como as grandes propriedades que seu pai possuía em Sussex e nas marcas galesas.
Além disso, em 1334 ele foi nomeado Justiciar do Norte de Gales (mais tarde seu mandato neste cargo foi vitalício), em 1336, Condestável do Castelo de Portchester (até 1338) e em 1339 Alto-xerife de Caernarvonshire e Governador vitalício do Castelo de Caernarfon. Foi um dos apoiadores de maior confiança de Eduardo, o Príncipe Negro, no País de Gales.

## Serviço naval e militar durante a Guerra dos Cem Anos
Apesar de seus altos cargos no País de Gales, nas décadas seguintes Arundel passou grande parte de seu tempo lutando na Escócia (durante a Segunda Guerra da Independência Escocesa) e na França (durante a Guerra dos Cem Anos). Em 1337, Arundel foi nomeado comandante adjunto do exército inglês no Norte e, no ano seguinte, o único comandante. Em setembro de 1339, uma frota francesa apareceu ao largo de Sluis, determinada a navegar contra a frota de Eduardo III. Quando finalmente zarparam em 2 de outubro, foram desviados do curso por uma violenta tempestade que os levou de volta a Zet Zwijn. Eduardo se reuniu com o Parlamento, e eles ordenaram que uma nova frota recebesse provisões dos barões dos cinco portos e comandada pelo almirante do Oeste, Lorde Arundel. Setenta navios do Oeste se encontraram em Portsmouth em 26 de março de 1340 para serem comandados por seu novo almirante. O conde, que recebeu a comissão em 20 de fevereiro de 1340, foi acompanhado por frotas do Norte e dos cinco portos. Naquele verão, ele se juntou ao rei na nau capitânia Thomas, deixando o porto dois dias depois, em 22 de junho, para Flandres. Arundel era um soldado distinto, em julho de 1340 ele lutou na Batalha de Sluys, durante a qual sua coca pesadamente carregada lutou contra a frota espanhola. Convocado pelo Parlamento em 13 de julho, ele testemunhou a vitória. Em dezembro de 1342, Arundel renunciou ao posto de almirante.
Mas parece que ele pode ter estado no cerco de Tournai. Após um curto mandato como Guardião das marcas escocesas, ele voltou ao continente, onde lutou em várias campanhas, nomeado tenente-adjunto da Aquitânia em 1340. A conclusão bem-sucedida da campanha de Flandres, na qual Arundel viu poucos combates, incentivou a criação dos Cavaleiros da Távola Redonda − com a presença de 300 grandes cavaleiros em cada Festa do Divino Espírito Santo. Ex-guardião do Príncipe de Gales, Arundel também era amigo íntimo de Eduardo III e um dos quatro grandes condes − Derby, Salisbury, Warwick e ele próprio. Com Huntingdon e Ralph Neville, ele era o Guardião da Torre e guardião do príncipe com uma guarnição de 20 homens armados e 50 arqueiros. Conselheiro real, esperava-se que ele aumentasse os impostos, o que causou tanta consternação em 20 de julho de 1338. As guerras do rei nem sempre foram populares, mas Arundel foi um instrumento vital dessa política. Apesar do fracasso das negociações de paz em Avignon em 1344, Eduardo decidiu proteger seus súditos gascões. No início de 1345, Derby e Arundel navegaram para Bordeaux como tenentes do ducado da Aquitânia, tentando impedir os desígnios do príncipe Jean sobre o arrendamento. Em agosto de 1346, Derby voltou com um exército de 2 000 homens; enquanto Arundel era responsável pelos preparativos navais.

### Almirante do Ocidente
Em 23 de fevereiro de 1345, Arundel foi nomeado almirante da Frota Ocidental, talvez pela segunda vez, para continuar a política de capturar navios mercantes, mas dois anos depois foi novamente substituído. Arundel foi um dos três principais comandantes ingleses na Batalha de Crécy, sua experiência vital para o resultado da batalha com Suffolk e o bispo de Durham na retaguarda. Durante todo o tempo ele foi confiado pelo rei como guardião do jovem príncipe Eduardo. A divisão de Arundel estava no lado direito das linhas de batalha, flanqueada à direita por arqueiros e estacas na frente.
Ele passou grande parte dos anos seguintes em várias campanhas militares e missões diplomáticas. O próprio rei e a comitiva foram para Winchelsea em 15 de agosto de 1350, zarparam na coca Thomas no dia 28, para a frota perseguir o navio espanhol De la Cerda contra o vento, que avistaram no dia seguinte. Os navios colidiram, antes que o grupo escapasse ileso em outro navio. Superados por navios espanhóis muito maiores, os ingleses não conseguiram lutar.
Numa campanha de 1375, no fim de sua vida, ele destruiu o porto de Roscoff. Apenas alguns dias após a morte de Eduardo III, uma frota castelhana invadiu a costa sul da Inglaterra e voltou novamente em agosto. A frota de Arundel havia chegado a Cherbourg para obter suprimentos, mas assim que partiu, o porto foi bloqueado; um esquadrão foi deixado para trás e capturado. Em simultâneo, galés assediavam a costa da Cornualha.

## Grande fortuna
Em 1347, Arundel sucedeu ao Conde de Surrey (ou Warenne), o que aumentou ainda mais a sua grande riqueza. (Ele, contudo, só usou o título adicional depois da morte da condessa de Surrey em 1361). Emprestou grandes somas de dinheiro para o rei Eduardo III, mas mesmo assim ao morrer, deixou uma grande herança.

## Casamentos e filhos
Casou-se duas vezes:
Pela primeira vez, em 9 de fevereiro de 1321 em Havering-atte-Bower, Ricardo Fitzalan, o herdeiro do Conde de Arundel, se casou com Isabel le Despenser (nascida em 1312 e falecida em 1374/1375). Naquela época, o futuro conde tinha cerca de sete anos e sua noiva oito anos. Mais tarde, ele repudiou esta noiva e obteve a anulação do Papa Clemente VI em 4 de dezembro de 1344, alegando que ele era menor de idade e não queria. Deste casamento, Ricardo e Isabel tiveram um filho (quando Ricardo tinha quinze anos e Isabel dezesseis):
- Edmundo de Arundel, cavaleiro, de Chedzoy, Martock, Sutton Montagu e Thurlbear, Somerset; Chudleigh, Devon; Melbury Bubb, Dorset; Bignor, Trayford e Compton, Sussex (c. 1329−1381/2) foi o herdeiro do condado de Arundel até se tornar ilegítimo pela anulação do casamento de seus pais em dezembro de 1344. Ele se casou antes de 1347 (noivo em janeiro de 1331 e casou-se provavelmente quando criança) com Sybil Montagu (ou Montacute), filha de Guilherme Montagu, 1.º Conde de Salisbury e Catarina Grandison, cuja irmã Isabel era casada com seu tio materno. Edmundo protestou amargamente contra sua ilegitimidade em 1347, mas foi aparentemente ignorado. Edmundo foi posteriormente nomeado cavaleiro em 1352 com cerca de vinte e três anos e tornou-se um cavaleiro aristocrático, possuindo vários feudos nos condados de Devon, Dorset, Somerset e Sussex. Em 1364, Edmundo estava indo para Flandres a serviço do rei. Em 1368, o Papa Urbano V o enviou ao rei Eduardo III para comunicar verbalmente o “estado atual da igreja romana na Itália”. Em 1369 e 1370, Edmundo lutou em várias campanhas militares na França, incluindo a Batalha de Pontvallain sob o comando de seu primo de segundo grau Eduardo, o Príncipe Negro, durante a Guerra dos Cem Anos.[11] Após a morte de seu pai em 1376, Edmundo disputou a herança do condado de seu meio-irmão Ricardo e terras e títulos associados em 1376 e aparentemente tentou reivindicar os seis feudos atribuídos a sua falecida mãe. Ele foi preso na Torre de Londres em 1377 e finalmente libertado por meio da intervenção de dois de seus cunhados (o irmão de sua esposa, João Montagu, e o segundo marido de Isabel de Montagu, senhora Le Despencer). Edmundo, apesar de seus protestos persistentes, perdeu sua herança. Em fevereiro de 1381, Edmundo foi para a Gasconha em uma expedição militar. Edmundo de Arundel morreu antes de 12 de fevereiro de 1382.

Pela segunda vez, em 5 de abril de 1345, ele se casou com Leonor de Lencastre, uma jovem viúva, a segunda filha mais nova e sexta filha de Henrique, 3.º Conde de Lencastre e Maud Chaworth. Por dispensação papal, ele foi autorizado a se casar com a prima de sua primeira esposa por sua avó comum, Isabel de Beauchamp. Leonor era a viúva de João de Beaumont, 2.º Lorde Beaumont. O rei, Eduardo III, ele próprio um parente de ambas as esposas, compareceu a este segundo casamento. A essa altura, o conde de Arundel havia reconstruído a riqueza da família e aparentemente era um importante financiador da Coroa, e adoçantes financeiros podem ter sido usados para reconciliar a Igreja e a Coroa. Leonor teve 3 filhos e 3 filhas sobreviventes:
- Ricardo Fitzalan, 4.º Conde de Arundel, que foi seu herdeiro.
- João Fitzalan, 1º Barão Arundel, 1.º Barão Maltravers, que era um Marechal da Inglaterra, e se afogou em 1379. O atual Duque de Norfolk descende de Maria, Duquesa de Norfolk, filha e coerdeira de Henrique Fitzalan, 12.º Conde de Arundel; sendo descendente de João Fitzalan, 1.º Barão Arundel.
- Tomás Arundel, que se tornou Arcebispo da Cantuária.
- Joana Fitzalan (1347 − 7 de abril de 1419), que se casou com Humphrey de Bohun, 7.º Conde de Hereford. Eles eram os avós maternos de Henrique V da Inglaterra por meio de sua filha Maria de Bohun.
- Alice Fitzalan (1350 − 17 de março de 1416), que se casou com Tomás Holland, 2.º Conde de Kent, irmão matrilinear do rei Ricardo II. Eles eram ancestrais das rainhas consortes: Ana Neville (esposa do rei Ricardo III), Isabel de Iorque (esposa do rei Henrique VII) e Catarina Parr (esposa do filho de Henrique VII, Henrique VIII).

Filhos ilegítimos de amante desconhecida:
- Leonor Fitzalan, casou-se em, ou antes, de 1348 (como sua primeira esposa) com João de Bereford de Clapcot, Berkshire, Bickford, Stonythorpe e Wishaw, Warwickshire, filho ilegítimo de Edmundo de Bereford. Eles não tiveram filhos.
- Ranulfo Fitzalan, que se casou com uma senhora chamada Juliana, sobrenome desconhecido. Através deles descenderam os Hungerfords, os St. Johns e os Villiers, incluindo Bárbara (anteriormente Palmer) Villiers, a primeira de muitas amantes do rei Carlos II da Inglaterra.

## Morte e legado
Ricardo morreu em 24 de janeiro de 1376 no Castelo de Arundel, com 70 ou 63 anos, enterrado no Priorado de Lewes. Ele escreveu seu testamento em 5 de dezembro de 1375. Em seu testamento, ele mencionou seus três filhos sobreviventes com sua segunda esposa, suas duas filhas sobreviventes Joana, condessa viúva de Hereford e Alice, condessa de Kent, seus netos com seu segundo filho João, etc., mas deixou de fora seu filho mais velho bastardo, Edmundo. Em seu testamento, Ricardo pediu a seus herdeiros que se responsabilizassem pela construção da Capela Fitzalan no Castelo de Arundel, que foi devidamente erguida por seu sucessor. As efígies memoriais retratando Ricardo Fitzalan e sua segunda esposa Leonor de Lancaster na Catedral de Chichester são o tema do poema “An Arundel Tomb” de Philip Larkin.
Fitzalan morreu como um homem incrivelmente rico, apesar de seus vários empréstimos a Eduardo III, deixando £60 000 em dinheiro. Ele fora tão astuto nos negócios quanto na política diplomática. Ele era um homem cauteloso e sabiamente guardou sua propriedade para as gerações futuras.

## Ancestrais
Fonte